# Sanja Pilić
Sanja Pilić (Split, 16. svibnja 1954.) hrvatska je književnica.

## Životopis
Završila je Školu primijenjene umjetnosti u Zagrebu, fotografski odsjek. Radila je kao fotografkinja, trik–snimateljica i koloristica na crtanom filmu. Surađivala je s Autonomnom ženskom kućom Zagreb i radila sa zlostavljanom djecom. Članica je raznih prosudbenih odbora za dječje stvaralaštvo. Nastupa u školama na dječjim literarnim druženjima. Sa šest naslova zastupljena je u lektiri za osnovne škole. Objavila je do sada 39 knjiga za djecu i odrasle i 45 slikovnica. Djela joj postižu velike naklade, mnoga su doživjela po devet, deset i više izdanja. Neka od djela za djecu prevedena su na slovenski, makedonski i albanski jezik, a zbirka priča za odrasle Zbogom, romantiko! na bugarski. Serijal slikovnica o Maši vrlo je popularan već dugi niz godina.
Sanja Pilić živi i radi u Zagrebu.
Po romanima Sasvim sam popubertetio i Mrvice iz dnevnog boravka napravljene su predstave u zagrebačkom kazalištu Žar ptica. Po slikovnicama Maša i Božić te Maša i klaun napravljene su predstave u Gradskom kazalištu Trešnja.

## Djela
- "Ah, ludnica!" (1985.)
- "Tjeskoba šutnje" (1990.)
- "O mamama sve najbolje" (1990.)
- "Nemam vremena" (1994.)
- "Mrvice iz dnevnog boravka" (1995.)
- "E, baš mi nije žao" (1998.)
- "Ženske pjesme" (2000.)
- "Zafrkancije, zezancije, smijancije i ludancije" (2001.)
- "Faktor uspjeha" (2002.)
- "Sasvim sam popubertetio" (2002.)
- "Različitosti, od vrijeđanja do umorstva" - priča "Leti, Marta, leti" (2003.)
- "Znala sam da moram izabrati drugačiji život" (2003.)
- "Hoću i ja (2004.)
- "Ljubavi različite, pjesme razne" (2005.)
- "Jesam li se zaljubila" (2006.)
- "Što mi se to događa? (2007.)
- "Zar baš moram u školu? (2008.)
- "Što cure govore? Što dečki govore? (2008.)
- "Fora je biti faca, zar ne?" (2009.)
- "Mala torba, velika sloboda" (2010.) (kiosk izdanje)
- "Hoću biti posebnaaaaa!" (2010.)
- "Hej,želim ti nešto ispričati!" (2011.)
- "Mala torba, velika sloboda" (2011.)
- "Ideš mi na živce!" (2012.)
- "Vidimo se na fejsu!" (2012.)
- "Baš sam hepi!" (2013.)
- "Sitnice" (2014.)
- "I što sad?" (2015.)
- "Pošalji mi poruku!" (2016.)
- "Čudesni izvori" (2016.)
- "Sabrane pjesme" (2017.)
- "Sve je u redu!" (2017.)
- "Sve što sam naučila" (2018.)
- "Mama, nemoj me gnjaviti!" (2019.)
- "Zbogom, romantiko!" (2021.)
- "Nema problema" (2021.)
- "Priče smijalice " (2021.)
- "Sve pet!" (2024.)
- "Šetnje, zaborav" (2024.)

### Slikovnice
- "Vidiš da se moram zabavljati (1999.)
- "Znatiželjna koka" (2000.)
- "Zaljubljeni medo" (2000.)
- "Jupi, došao je Sveti Nikola" (2003.)
- "Princeza" (2004.)
- "Djed Mraz darove nosi"(2005.)
- "Stigao je brat" (2006.)
- "Priča o vučiću Grgi (2005.)
- "Vuk Grga i njegova obitelj" (2009.)
- "Maša i gosti" (2011.)
- "Maša i nova učenica" (2012.)
- "Maša i životinje" (2012.)
- "Maša i Božić" (2013.)
- "Maša i ljeto" (2013.)
- "Maša i muzej" (2014.)
- "Maša i klaun" (2014.)
- "Kiki i ostali" (2014.)
- "Maša i bajke" (2015.)
- "Maša i putovanje" (2015.)
- "Maša i kazalište" (2016.)
- "Maša i sport" (2016.)
- "Nemoderni Perica" (2016.)
- "Maša i učiteljica" (2017.)
- "Maša i selo" (2017.)
- "Maša i maškare" (2018.)
- "Maša i rođendan" (2018.)
- "Miš Pero i mačka Liza" (2019.)
- "Maša i zoološki vrt" (2019. )
- "Maša i film" (2019.)
- "Maša i zima" (2021.)
- "Maša i izlet" (2021.)
- "Luka voli izmišljati" (2021.)
- "Maša i nova prijateljica" (2022.)
- "Hoću biti velik" (2022.)
- "Moj mačak Glupko" (2022.)
- "Volim, volim" (2022.)
- "Ah, svašta!" (2023.)
- "Maša i mobitel" (2023.)
- "Moja sestrica Lina" (2023.)
- "Gdje su moje igračke?" (2024.)
- "Tko je razbio prozor?" (2024.)
- "Najbolje prijateljice" (2024.)
- "Tko ima zlatne cipelice?" (2024.)
- "Volim školu!" (2024.)
- "Tko je ukrao pjesmu?" (2025.)
- "Kikijeve zgode", strip (2025.)
- "Maša i darovi" (2025.)

## Nagrade, priznanja i odlikovanja
- 1981.: Druga nagrada Večernjeg lista za kratku priču "Ah, ludnica",
- 1990.: Nagrada "Grigor Vitez" za knjigu "O mamama sve najbolje".
- 1990.: Druga nagrada za radioigru "O kome se to radi" Radio Študenta i revije Literatura 1990. (Slovenija).
- 1995.: Nagrada Ivana Brlić-Mažuranić za knjige "Mrvice iz dnevnog boravka".
- 2001.: Nagrada "Ivana Brlić-Mažuranić" za "Zafrkancije, zezancije, smijancije i ludancije".
- 2002.: Nagrada "Grigor Vitez" za roman "Sasvim sam popubertetio".
- 2005.: Treća nagrada Večernjeg lista za priču "Muškarci mog života".
- 2008.: Nagrada Mato Lovrak, za djelo Što mi se to događa.[2]
- 2008.: Roman "Jesam li se zaljubila?" dobitnik je Časne liste IBBY-ja za 2008. godinu.[3]
- 2010.: Nagrada Kiklop za roman "Hoću biti posebnaaaaa!".
- 2011.: Nagrada "Kiklop" za slikovnicu "Maša i gosti".
- 2011.: Međunarodno priznanje White Ravens, za knjigu "Hej, želim ti nešto ispričati!".
- 2016.: Nagrada "Grigor Vitez" za roman "Pošalji mi poruku!".[4]
- 2016.: Nagrada "Mali princ" za roman "Pošalji mi poruku!".[5]
- 2017.: Prva nagrada "Večernjeg lista" za priču "Delete".
- 2018.: Nagrada "Krešimir Šego" najuspješnijem autoru - piscu za mlade.[6]
- 2022.; Nagrada 22. Jadranskih književnih susreta "Crikveničko sunce".
- 2022. Nominirana za najprestižniju svjetsku nagradu za književnost za djecu i mlade, nagradu Hans Christian Andersen, poznatu i kao "Mali Nobel".[7]
- 2023. Nominirana za nagradu ALMA 2024.[8]
- 2024. Nominirana za nagradu ALMA 2025.[9]

Sanja Pilić odlikovana je Redom Danice hrvatske s likom Antuna Radića za osobite zasluge u prosvjeti i kulturi.